# Тоніо (фільм)
«Тоніо» (нід. Tonio) — нідерландський драматичний фільм, знятий Паулою ван дер Уст за однойменним романом нідерландського письменника А.Ф.Т. ван дер Гейдена. Прем'єра стрічки в Нідерландах відбулась 22 вересня 2016 року. Фільм розповідає про загибель у ДТП 21-річного хлопця Тоніо.
Фільм був висунутий Нідерландами на премію «Оскар» за найкращий фільм іноземною мовою.

## У ролях
- Кріс Пітерс — Тоніо
- П'єр Бокма — Адрі
- Ріфка Лодейзен — Мірьям
- Стефаньє ван Лірсам — Дженні